# بدر العنزي
بدر نواف العنزي لاعب كرة قدم سعودي يلعب في نادي البكيرية كحارس مرمى.

## مسيرة اللاعب
لعب في نادي الطائي ونادي البكيرية.

## روابط خارجية
بدر العنزي على موقع Soccerway.com (الإنجليزية)